# 聖羅薩區 (哈恩省)
5°27′06″S 78°41′42″W / 5.4516°S 78.6950°W
聖羅薩區（西班牙語：Distrito de Santa Rosa），是秘魯的一個區，位於該國北部卡哈馬卡大區的哈恩省，始建於1943年12月28日，面積282.8平方公里，海拔高度1,450米，2005年人口12,025，人口密度每平方公里43人。